# Добрунов, Андрей Иванович
Добрунов Андрей Иванович (2 октября 1963, Кишинёв) — российский продюсер, сценарист, художник-иллюстратор. Работает в анимации.

## Биография
Родился 2 октября 1963 года в Кишинёве, отец — дирижёр театра, мать — звукорежиссёр телевидения. Окончил Кишиневское художественное училище (1982) и Молдавский Государственный институт искусств (1990). По окончании института сотрудничал с московскими издательствами, иллюстрировал и издал английские словари для детей и детские сказки («Огнекрылый Пёс», 1995—1996).
Как продюсер мультфильмов был также основателем студии «Солнечный Дом-ДМ» и «ДА-Студия», сооснователем студии «Анимаккорд», сотрудничал со студиями анимации для нескольких фильмов, также выступал как сценарист и режиссёр. Кассовый сбор за анимационный фильм «Князь Владимир» был одним из самых крупных за всю историю российской анимации. А. И. Добрунов был директором самой крупной государственной анимационной студии «Союзмультфильм» (2014–2016) и продюсером более 20 мультфильмов, выпущенных Союзмультфильмом. Добрунов был первым продюсером анимационного сериала «Маша и Медведь».

## Фильмография

### Продюсер
- 2017 - «Урок плавания»[6], Союзмультфильм
- 2016 - «Ёлочка»[6], Союзмультфильм
- 2016 - «Очень вежливая история»[6], Союзмультфильм
- 2016 - «Дело в шляпе»[6], Союзмультфильм
- 2016 - «Посох»[6], Союзмультфильм
- 2016 - «Откуда берутся снежинки?»[6], Союзмультфильм
- 2016 - «Злой колдун»[6], Союзмультфильм
- 2016 - «Мальчик и Тьма»[5], Анимаккорд
- 2016 - «Бельчонок и санки»[5][6], Союзмультфильм
- 2016 - «Бабушка с крокодилом»[5][6], Союзмультфильм
- 2016 - «Выходной»[5][6], Союзмультфильм
- 2016 - «Буль»[5][6], Союзмультфильм
- 2016 - «Джони-Бони-Бо»[5][6], Союзмультфильм
- 2016 - «Гофман и тайна часовщика»[5], Союзмультфильм
- 2015 - «Питон и сторож»[5][6], Союзмультфильм
- 2015 - «Бегемот и компот»[5][6], Союзмультфильм
- 2015 - «Даша и людоед»[5][6], Союзмультфильм
- 2015 - «Если б я капитаном был»[5][6], Союзмультфильм
- 2015 - «Плохие слова»[5], Союзмультфильм
- 2015 - «Семь кошек»[5][6], Союзмультфильм
- 2015 - «Немытый пингвин»[5][6], Союзмультфильм
- 2015 - «Мама-цапля»[5][6], Союзмультфильм
- 2015 - «Джек-простак»[5][6], Союзмультфильм
- 2015 - «Белы медведи»[5][6], Союзмультфильм
- 2015 - «Сергий Радонежский»[5]
- 2015 - «Про Комарова»[5][6], Союзмультфильм
- 2015 - «Большой друг»[5][6], Союзмультфильм
- 2015 - «Морошка»[5][6], Союзмультфильм
- 2015 - «Почему исчезли динозавры»[5], Союзмультфильм
- 2015 - «Очень одинокий петух»[5][6], Союзмультфильм
- 2015 - «Муравей и Муравьед»[5][6], Союзмультфильм
- 2015 - «Коровка»[5][6], Союзмультфильм
- 2009 - «Маша и Медведь»[5][6], Анимаккорд
- 2005 - «Князь Владимир»[5], Солнечный Дом - ДМ

### Сценарист
- 2016 - «Мальчик и Тьма»[5]
- 2015 - «Сергий Радонежский»[5]
- 2005 - «Князь Владимир»[5][6]

### Режиссёр
- 2015 - «Сергий Радонежский»[5]

### Художественный руководитель
- 2005 - «Князь Владимир»[6]

## Награды
- «Маша и Медведь»
- «Князь Владимир»

## Книги
- Добрунов А.И. 100 самых известных животных. Серия детских словарей в картинках. — М.: ИЛБИ, Инфо-Маркет, 1994.
- Добрунов А.И. 100 предметов домашнего обихода. Серия детских словарей в картинках. — М.: ИЛБИ, Инфо-Маркет, 1994.